# Popis hrvatskih veleposlanika u Danskoj
Republika Hrvatska i Kraljevina Danska održavaju diplomatske odnose od 1. veljače 1992. Sjedište veleposlanstva je u Kopenhagenu.

## Veleposlanici
Veleposlanstvo Republike Hrvatske u Kraljevini Danskoj osnovano je odlukom predsjednika Republike od 18. siječnja 1993.
| Veleposlanik      | Postavljenje       | Opoziv              | Sjedište   |
| ----------------- | ------------------ | ------------------- | ---------- |
| Đuro Deželić      | 29. ožujka 1993.   | 1. travnja 1996.    | Kopenhagen |
| Mario Mikolić     | 9. travnja 1996.   | 31. listopada 2000. | Kopenhagen |
| Ana Marija Bešker | 15. siječnja 2001. | 30. rujna 2005.     | Kopenhagen |
| Aleksandar Heina  | 1. listopada 2005. | 18. ožujka 2009.    | Kopenhagen |
| Ladislav Pivčević | 28. srpnja 2009.   | 31. ožujka 2014.    | Kopenhagen |
| Frane Krnić       | 1. rujna 2014.     | 30. rujna 2018.     | Kopenhagen |

## Vanjske poveznice
- Danska na stranici MVEP-a